# Pseudopałanki
Pseudopałanki (Pseudocheirinae) – podrodzina ssaków z rodziny pseudopałankowatych (Pseudocheiridae).

## Zasięg występowania
Podrodzina obejmuje gatunki występujące w Australii i na Nowej Gwinei.

## Systematyka

### Podział systematyczny
Do podrodziny należą następujące rodzaje:
- Pseudochirulus Matschie, 1915 – wolatuszka
- Pseudocheirus W. Ogilby, 1837 – pseudopałanka